# Hisám omajjád kalifa
Hisám ibn Abd al-Malik (arab betűkkel هشام بن عبد الملك – Hišām ibn ʿAbd al-Malik; Damaszkusz, 691 – 743. február 6.) volt a szunnita iszlám tizennegyedik kalifája (uralkodott 724-től haláláig), egyben a 750-ig uralkodó Omajjád-dinasztia ún. Marvánida ágának hetedik tagja. Hosszú uralkodása alatt a birodalom elérte legnagyobb kiterjedését, de lassú visszaszorulása is megkezdődött, és a kezdődő bomlás jelei is megmutatkoztak – mindazonáltal Hisám regnálása az eredményesebbek közé sorolható.

## Kalifátusa
Hisám Abd al-Malik (685–705) utolsó, negyedik trónra kerülő fia volt, előzőleg bátyjai közül I. al-Valíd, Szulejmán és II. Jazíd uralkodott – ez utóbbitól nyerte el a trónt. Uralkodása alatt elődjeivel ellentétben a kajszitákra támaszkodott. Magánéletében meglehetősen puritán és vallásos volt. Az iszlám előírásainak szigorúbb értelmezését támogatta, és sokat tett a vallásos oktatásért. Művészet- és tudománypártoló munkássága is kiemelkedő, az ösztönzésére számos munkát fordítottak le arabra.
Nem Damaszkuszban, hanem a vidéki ar-Ruszáfában építtetett két kisebb palotájának valamelyikében élt, és szigorú pénzügyi fegyelmet tartott, mellyel elérte, hogy a kortársai kapzsinak tartsák. A pénzügyek gondos felügyeletére azonban nagy szükség volt a hadsereg fenntartása miatt, ugyanis Hisám egész uralkodását különféle háborúk kísérték, melyekhez utolsó éveiben belharcok társultak.
Hisám trónjának egyik fő támasza uralkodásától kezdve a keleti tartományok emírje, al-Haddzsázs ibn Júszuf védence, a kalbita kötődésű Hálid al-Kaszri volt tizenöt éven keresztül, azonban ő végül a kajsziták mesterkedéseinek köszönhetően kegyvesztett lett. Ekkor Júszuf ibn Umar vette át a helyét, aki sokat tett Hálid híveinek üldözéséért.

## Hadügyek

### Az északi határ
A bizánci határon Konstantinápoly ostromának 718-as kudarcát követően évekig csak kisebb csetepaték zajlottak, azonban 726-tól kezdve nyilvánvalóvá vált Hisám azon törekvése, hogy komolyabb vereséget mérjen ellenfelére. Évről évre mind messzebb jutó muszlim portyák dúlták Anatóliát a Kazár Birodalom ellen is sikerrel harcoló Maszlama ibn Abd al-Malik, a kalifa fivére, illetve Hisám Muávija és Szulajmán nevű fiai vezetésével. A támadók több erősséget elfoglaltak, például Kaiszareiát és Akroinont, és egészen a Márvány-tenger partjához közel fekvő Nikaia városáig jutottak. A terjeszkedés végére III. Leó császár tett pontot a 739/740-es akroinoni csatában, azonban ez nem gátolta meg az arabokat abban, hogy ezt követően is dúlják a határvidéket.

### A keleti végek
Transzoxánia folyamatos háborúskodás színtere volt arabok és törökök között, melyet a törzsi villongások is súlyosbítottak. A göktürkök kagánja egy időben még Szamarkandot is elfoglalta, Buharát pedig fenyegette. Az egymást váltó kormányzók nem értek el nagyobb sikereket, és leginkább saját hatalmuk megszilárdításával voltak elfoglalva. Ilyen körülmények között al-Hárisz ibn Szurajdzs háridzsita színezetű, ám alapvetően nem vallási jellegű felkelést kezdett, azonban amikor megtámadta Mervet, súlyos vereséget szenvedett. Megmaradt híveivel visszavonult keletre, és továbbra is fenntartotta a bizonytalanságot. 735-ben aztán Hálid zsarnokoskodásra hajlamos fivére, Aszad ismét a tartomány élére került, és brutálisan leverte a mozgalmat. Hárisz a törökökhöz menekült. 736-ban a Balhban berendezkedő Aszadot váratlanul megtámadták a törökök, ám erélyes fellépésének köszönhetően tárgyalás alakult ki – igaz, eredménytelenül.
737-ben Aszad döntő győzelmet aratott a kagán felett, aki Tuhárisztánba menekült. Innen még ellencsapásra készült, ám egy ellenséges alattvalója meggyilkolta. Transzoxánia helyzete hosszú idő óta stabilizálódott. Az örömhírt üdvrivalgással fogadták Damaszkuszban. Aszad 738-ban meghalt, utódja Naszr ibn Szajjár lett, aki különféle engedményekkel lecsillapította a szogdokat és más alávetett népeket, így ismét kiterjesztette a kalifátus hatalmát felettük.
Az indiai fejleményekről kevés közlés maradt ránk ebből az időből. Az mindenesetre tudható, hogy Szindh helytartója, a később Mervbe helyezett al-Dzsunajd al-Murri kegyetlensége miatt utódainak a helyi lakosság lázongásával kellett szembesülniük. Ekkor építettek két fontos erődítményt az Indusnál a terület biztosításra: al-Mahfúza („A Védett”) és al-Manszúra („A Győzedelmes”) a későbbi terjeszkedés számára is ugródeszkát jelenthetett.

### Nyugat-Európa
Európában I. Odo aquitániai herceg 721-ben a toulouse-i csatában már súlyos csapást mért az Ibériai-félszigetről és Narbonne-ból támadó muszlimokra, akik ekkor a Rhône felé folytatták a terjeszkedést. 732-ben azonban az andalúziai emír, Abd ar-Rahmán ibn Abdalláh elég erősnek érezte magát, hogy ismét észak felé induljon. Megostromolta Bordeaux városát és megközelítette a Loire völgyét. Ezzel azonban szövetségbe kovácsolta a két régi ellenfelet, Odo herceget és Martell Károlyt, a Frank Királyság többi részét gyakorlatilag uraló majordomust. A szövetségesek a 732-es poitiers-i csatában tönkreverték az arab támadókat. Az eseményt sokan fordulópontnak tekintik mind Európa, mind az arab világ történetében.
Bár a hódítás megállt, az arabok 734–736–ban a tengerről próbálkoztak betörni a Frank Királyságba, feldúlva Dauphinét és megszerezve Avignont. Károly ezúttal azonban nem csak megállította őket, de Liutprand longobárd király segítségével ellentámadásba lendült: 737-ben végződő hadjárata során Narbonne kivételével az összes, a 720-as évek óta arab kézben levő támaszpontot (Montfrin, Avignon, Arles, Aix-en-Provence, Béziers, Nîmes, Agde) visszahódította. Narbonne még kb. 20 éven át maradt muszlim kézen. A poitiers-i csata és a 736–737-es hadjárat jelezte, hogy az Arab Birodalom 630-as évek óta tartó, félelmetes ütemben induló, ám egyre lassuló terjeszkedése végleg leállt. A kalifa már nem reménykedhetett abban, hogy nyugat felől bekeríti Konstantinápolyt, vagy uralma alá hajtja az egész keresztény világot. Ezt már csak az ibériai események sem tették lehetővé: a központtól távoli tartományban ugyanaz következett be, mint Transzoxániában: a helyi katonák és helytartók lázongása a 8. század közepére folyamatossá vált.

## Belháborúk

### Zajd felkelése
Nem sokkal Kaszri menesztését követően, 740-ben síita szervezkedés kezdődött. A síiták al-Muhtár felkelésének 687-es leverését követően nem mutattak különösebb aktivitást, ezúttal azonban a harmadik imám, Ali ibn al-Huszajn fia, Muhammad al-Bákir fivére, Zajd úgy döntött, hogy ideje megszereznie az Omajjádok által elbitorolt hatalmat családja számára. Így aztán Kúfa hagyományosan síita városába ment, ahol hosszas előkészületekbe fogott: a város lakóit és a környék beduinjait egyaránt meg kívánta nyerni az ügyének. Ez lett a veszte, ugyanis Kaszri utódja értesült a konspirációról, és időben lecsapott. A kitűzött napra az imádkozó tömegre záratta a kúfai nagymecset kapuját, a város megrettent lakói pedig nem segítettek Zajdnak és maroknyi hívének a többszörös túlerő elleni harcban.
Az elesett Zajd holttestét Kúfa mellett földelték el hívei, ám a kormányzó rátalált, és Hisám udvarába küldte, aki különös kegyetlenséggel bánt el vele: keresztre feszíttette és megégettette. Az Abbászidák hatalomátvételét követően Hisám holttestével ugyanígy bántak el. A síán belül mérsékeltnek számító Zajd megmaradt hívei a későbbiekben részt vettek az Omajjádok megbuktatásában, lázadtak az Abbászidák ellen, majd a 9. században elfoglalták Jement. A független jemeni imámita állam és a zajdita ötös síita irányzat a 20. századig fennmaradt.

### A berber lázadás
740-ben a háridzsiták is fellázadtak Hisám uralma ellen. Ez a mozgalom sokkal veszedelmesebbnek bizonyult az elvetélt kúfai kísérletnél, ugyanis az eretnekek megnyerték maguknak az iszlámra áttért, ám maula-helyzetükkel elégedetlen berberek tömegeit. 740-ben és 741-ben egyaránt súlyos vereséget szenvedett a központi hatalom hadserege, és 742-ben is úgy tűnt, hogy a berberek győzedelmeskednek: Handzala ibn Szaufán Kairuán városába szorult vissza, ám váratlan kitörése során a lázadók nagy részét lemészárolta, a lázadást pedig sikerült felszámolnia.

## Az Abbászidák
Az Omajjádok Mohamed próféta családjának távoli rokonai voltak, és a síiták részéről kezdettől fogva elutasították őket, mivel értelmezésük szerint a kalifátusnak Mohamed (illetve veje, Ali és lánya, Fátima az-Zahra) közvetlen leszármazottai között kellett, hogy öröklődjön. Volt azonban egy család, amely ennél tágabb értelmezést elfogadva a maga részére szándékozta megszerezni a trónt: az Abbászidáké. Ők Mohamed al-Abbász nevű nagybátyjától származtak, és bár nem voltak alidák, Omajjád-ellenességük egybevágott a síitákéval, akik felé mind több gesztust tettek az idők folyamán, megnyerve őket az ügyüknek.
A tudósítások szerint II. Jazíd alatt kezdődő agitációjuk másik fő célpontja a maváli volt. A 740–742-es berber felkelés jól mutatta, hogy az újonnan iszlamizált, ám pénzügyi okokból továbbra is másodrendű alattvalóként kezelt réteg elégedetlen a megkülönböztetés, a magas adóterhek és alacsony juttatások miatt. Az arabokkal kivételező, épp ezért az iszlám hívei egyenlőségének alapelvét felrúgó Omajjádok ellenében az Abbászidák egyenlőséget hirdettek régi és új muszlimok között. Szervezkedésük színtere a perzsa vidék volt, elsősorban Horászán tartomány, ahol a síiták és a maváli aránya kellőképpen magas volt. Hisám idejére már látványossá vált az Abbászidák aknamunkája, ezért a kalifa több családtagjukkal és hívükkel szemben alkalmazott megtorlást.

## Hagyatéka
Minden kudarc és rejtőző veszélyforrás ellenére Hisám kalifa erős, stabil birodalmat hagyott hátra, amikor 743 elején dizentériában meghalt. Közvetlen utódja a kicsapongó II. al-Valíd lett, II. Jazíd fia, bár a történetírók tanúsága szerint Hisám igyekezett lemondatni őt saját fia, Szulajmán javára. Valíd rövid uralkodása azonban polgárháborúhoz vezetett, mely két éven át tombolt, megosztva az uralkodó dinasztiát és lehetővé téve ellenségei számára a későbbi diadalt. Hisám halálával az Omajjádok biztos hatalma is sírba szállt. A kalifa későbbi megítélése sem volt túl kedvező: a mártírnak tekintett Zajd meggyilkolása miatt nem csak a síiták, de a kegyetlen eljáráson felháborodott szunniták is elítélték tettét.
Gyermekei nem jutottak hatalomra, bár Szulajmán aktív részt vállalt a dinasztia bukásához hozzájáruló trónharcokban. Hisám Muávija nevű fia lovasbalesetben hunyt el 736/737 folyamán, tőle származó unokája, Abd ar-Rahmán volt az, aki a család lemészárlását túlélve elszakította a Pireneusi-félszigetet a kalifátustól, megvetve a Córdobai Kalifátus alapjait.

## Külső hivatkozások
- The Cambridge History of Islam, I/A kötet. Szerk.: P. M. Holt, Ann K. S. Lambton, Bernard Lewis.
- Lapidus, Ira M.: A History of Islamic societies. Cambridge University Press, 1988.
- Cahen, Claude: Az iszlám a kezdetektől az oszmán birodalom létrejöttéig. Budapest, Gondolat, 1989.